# Mildred-B.-Cooper-Gedächtniskapelle

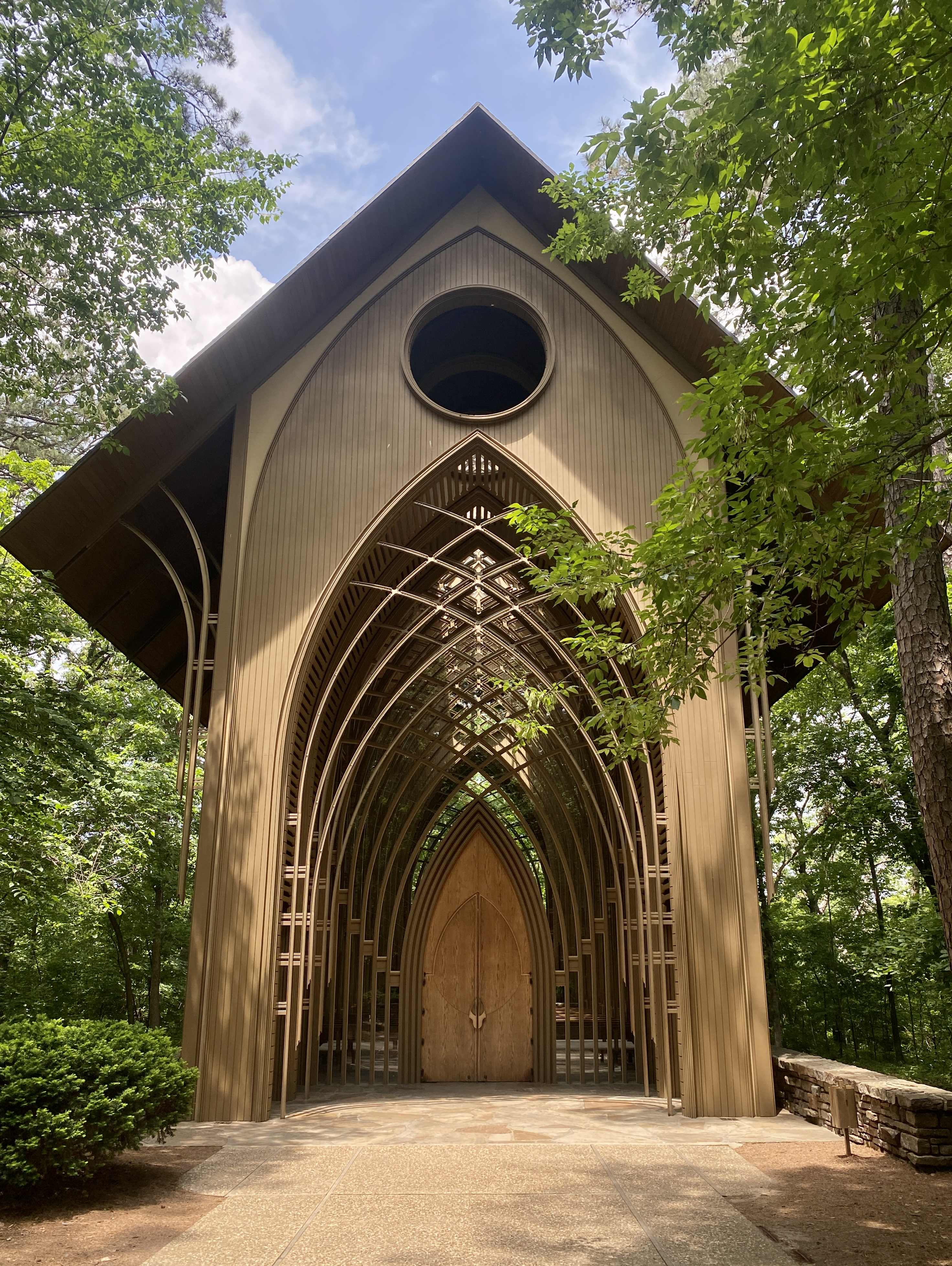
Mildred-B.-Cooper-Gedächtniskapelle

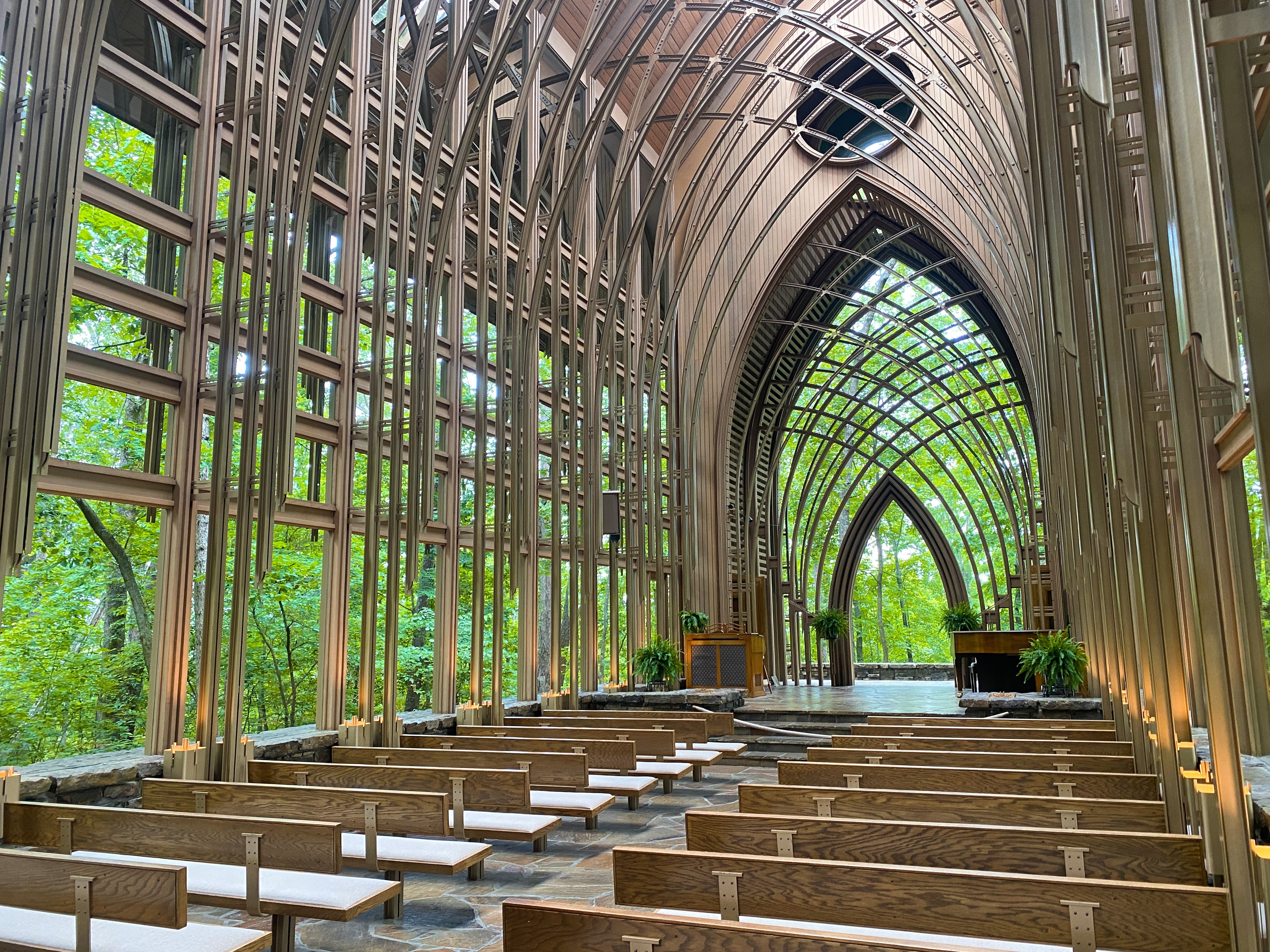
Innenraum

Die Mildred-B.-Cooper-Gedächtniskapelle (englisch Mildred B. Cooper Memorial Chapel) befindet sich in der Stadt Bella Vista im US-Bundesstaat Arkansas und wurde von den Architekten Euine Fay Jones  und Maurice Jennings erbaut. Die Kapelle wurde zu Ehren Mildred B. Coopers von ihren Familienangehörigen errichtet und am 2. April 1988 fertiggestellt. In der Kapelle werden heute neben Hochzeiten, Taufen und Trauerfeiern auch Konzerte sowie andere kulturelle Veranstaltungen durchgeführt. Das Bauwerk zählt zu den wichtigsten Attraktionen der Stadt Bella Vista.

## Lage
Die Gedächtniskapelle befindet sich nur wenige hundert Meter nordöstlich des Stadtzentrums von Bella Vista in einem kleinen Waldstück auf einer Anhöhe und wird vollständig von hohen Bäumen umgeben. Das Waldstück wird nördlich und östlich durch den Lake Norwood begrenzt, der von der Kapelle aus zu sehen ist. Die Kapelle ist über einen Waldpfad vom ungefähr hundert Meter südlich gelegenen Parkplatz erreichbar.

## Architektur

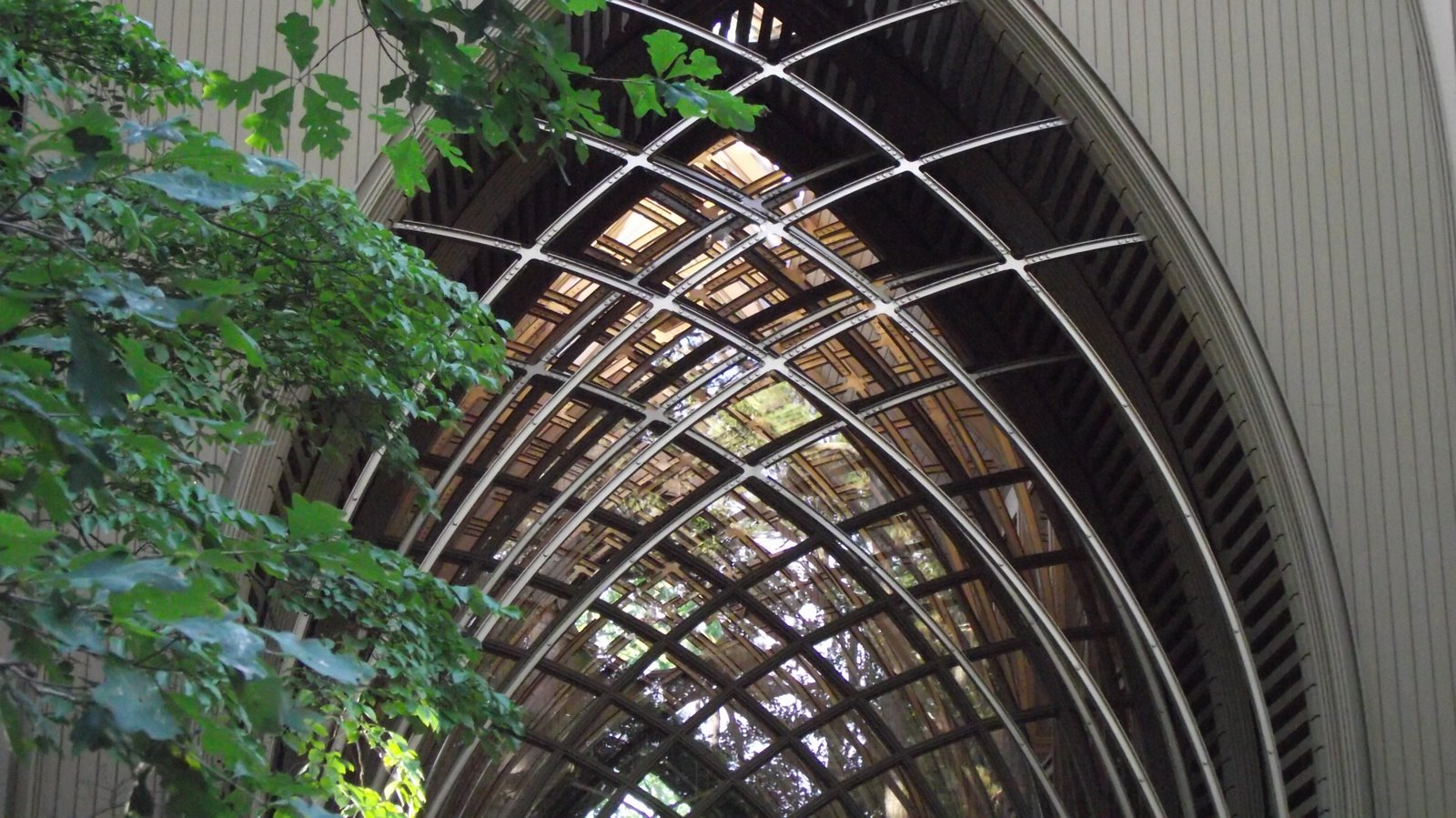
Detailansicht der Südfassade

Die Architektur des Gebäudes ist an die gotische Baukunst angelehnt und greift Gestaltungsprinzipien von Frank Lloyd Wright auf. Die Gestaltung der Kapelle wurde an die Natur angepasst. Natürliches Licht stellt aufgrund der großen Fensterflächen die Hauptlichtquelle dar.
Die Kapelle ist eine Stahl- und Holzkonstruktion mit großen verglasten Wänden auf einem Steinfundament. Beim Bau wurden insgesamt 31 Tonnen Stahl und 4.460 m² Glas verwendet. Der Steinboden und die Dachkonstruktion aus Holz und Stahl sind in dezenten Brauntönen gehalten. Die Kapelle ist 7,3 Meter breit, 19,8 Meter lang und 15,2 Meter hoch.
Die Dachkonstruktion gliedert sich in 15 Hauptbögen mit einer Höhe von 15,2 Metern. Die Hauptbögen ruhen auf einer kleinen Steinmauer. Zwischen den Hauptbögen befinden sich jeweils drei oder vier gotische Spitzbögen. Durch die großflächigen Fenster zwischen den Bögen wird der Blick auf den umgebenden Wald weitestgehend freigegeben. Aufgrund der von einer Vielzahl an Bögen durchzogenen Dachkonstruktion und der umgebenden Bäume ergibt sich je nach Tageszeit ein unterschiedliches Lichtmuster im Innern der Kapelle.
Die Nord- und Südwand haben die Form eines Spitzbogens und besitzen einen ähnlichen Aufbau. Weite Teile beider Wände werden durch eine einzige große Glasfläche in Form eines Spitzbogens eingenommen, die oberhalb von einer Holzfläche umgeben ist. Die Holzfläche enthält jeweils eine Rosette aus Glas ohne Farbe oder Ornamenten. Die große spitzbogenförmige Glasfläche wird von vielen sich kreuzenden dünnen Balken durchzogen, wodurch ein Muster aus Spitzbögen gebildet wird. Die Glasfläche der Südwand umschließt die hölzerne und ebenfalls spitzbogenförmige Eingangstür des Gebäudes. In der Nordwand ist dieser Bereich verglast und enthält keine Balken, wodurch der Blick auf den Wald freigegeben wird.
Die Gedächtniskapelle bietet insgesamt 120 Sitzplätze.

## Auszeichnungen
Die Mildred-B.-Cooper-Gedächtniskapelle wurde 1989 mit dem Wood Design Honor Award des American Wood Council und dem American Institute of Architects Honor Award ausgezeichnet.